# (3543) Ningbo
(3543) Ningbo (1964 VA3) – planetoida z pasa głównego asteroid okrążająca Słońce w ciągu 5,67 lat w średniej odległości 3,18 j.a. Odkryta 11 listopada 1964 roku.